# Mar de Aral
El mar de Aral (en kazajo: Арал Теңізі, Aral Tengizi; en uzbeko: Orol dengizi; en ruso: Аральскοе мοре, Aralskoye more; en tayiko: Дарёчаи Хоразм, Darëchai Jorazm; en persa: دریاچه خوارزم, Daryocha-i Khorazm‎, lago Khuarazm) es una laguna salada endorreica o mar interior, situado en Asia Central, entre Kazajistán, al norte, y Uzbekistán, al sur. Si bien es denominado «mar», Kazajistán y Uzbekistán son considerados Estados sin litoral. Antiguamente, era uno de los cuatro lagos más grandes del mundo, con una superficie de 68 000 km². En la actualidad, el mar de Aral se ha reducido a menos del 10 % de su tamaño original, hecho que se ha calificado como uno de los mayores desastres medioambientales ocurridos en la historia reciente, semejante al del lago Chad en el centro de África.
Tras los trasvases de agua realizados por la Unión Soviética en los años 1960, de los ríos Amu Daria y Sir Daria que en él confluyen, el lago se redujo de manera drástica. Se pretendía desviar agua para regar cultivos, principalmente de algodón, en Uzbekistán y Kazajistán. Tras la caída de la URSS, la falta de entendimiento debida al enfrentamiento entre los países que antes formaban parte de la desaparecida Unión Soviética, ha impedido que se detuviese esta reducción constante; pues Kazajistán y Uzbekistán, que se reparten lo que queda del mar de Aral, están enfrentadas con Kirguistán y Tayikistán, repúblicas por donde fluyen los ríos que alimentaban el otro gran mar interior. Además, como resultado de pruebas armamentísticas, proyectos industriales y vertidos de residuos de fertilizantes durante todo el siglo XX, el mar tiene un alto índice de contaminación.
Hoy en día el mar de Aral se ha dividido en dos; el mar de Aral Norte, que está creciendo gracias a la construcción de una presa, y el mar de Aral Sur, que debido al abandono de las autoridades puede que termine secándose totalmente en los próximos años. En el mar de Aral Norte en 2008, el nivel del agua había aumentado 12 m (39 pies) por encima del de 2003, a 42 m (138 pies). A partir de 2013, la salinidad disminuyó y los peces volvieron a estar presentes en cantidades suficientes para que parte de la pesca fuera viable.

## Toponimia
Se sabe que los antiguos geógrafos árabes y persas lo denominaron "Khuarazm" o "Kharezm", debido a la vecina región de Corasmia. Su nombre actual, que en español significa aproximadamente "mar de islas", se debe a los más de 1500 pequeños islotes mayores de una hectárea de extensión emergidos dentro del lago, la mayoría de los cuales han desaparecido debido a los problemas ambientales que tiene el lago actualmente.

## Formación
Durante el Cenozoico estuvo conectado, entre otros, con el mar Negro y, posteriormente después de su separación, se convirtió en una depresión en medio del desierto de Asia Central; esta fue llenada de manera simultánea por los ríos Amu Daria y Sir Daria hace 10 o 20 mil años (esto es, durante el Pleistoceno), convirtiéndola en una zona de oasis y, posteriormente, en un lago. Sin embargo, los trasvases de agua de dichos ríos para el regadío de cultivos como el algodón redujeron de manera considerable el volumen del mar de Aral desde la década de 1960. Esto ha aumentado la desertificación de la región, provocando una catástrofe ecológica irreversible considerada como una de las peores del planeta.

## Ecología

### Especies nativas
A pesar de su antiguo gran tamaño, el mar de Aral tenía una biodiversidad autóctona relativamente baja. Sin embargo, la cuenca del mar tenía una variedad excepcional de subespecies endémicas de peces (así como tres especies endémicas de esturión), muchas de las cuales aún sobreviven en el mar de Aral Norte, pero algunas han sido extirpadas o llevadas a su extinción por la desecación del lago. Las especies nativas de peces incluían al esturión bastardo (Acipenser nudiventris), las tres especies de esturión Pseudoscaphirhynchus, trucha común (Salmo trutta), lucio europeo (Esox lucius), cachuelo (Leuciscus idus), aspius (Aspius aspius), gardí (Scardinius erythrophthalmus), barbo de Turquestán (Luciobarbus capito), barbo del Aral (Luciobarbus brachycephalus), brema (Abramis brama), carpa de ojos blancos (Ballerus sapa aralensis), carpa del Danubio (Chalcalburnus chalcoides aralensis), carpa pelecus (Pelecus cultratus), carpín (Carassius carassius), carpa común (Cyprinus carpio), siluro europeo (Silurus glanis), espinoso ucraniano (Pungitius platygaster aralensis), lucioperca (Sander lucioperca), perca (Perca fluviatilis), y acerina (Gymnocephalus cernuus). Todos estos peces, aparte del espinoso, tenían un tipo de vida anádromo o semianádromo.
El incremento en la salinidad y el secado del lago, extirpó a la trucha, la acerina, al barbo de Turquestán, y a todas las especies de esturión, y las represas ahora bloquean sus rutas de retorno y migración, con la trucha del Aral, y el esturión del Sir Daria (Pseudoscaphirhynchus fedtschenkoi) posiblemente extintos por la restricción de su distribución. Todos los demás peces, excepto el espinoso, (que persistió durante la desecación del lago y al aumento en la salinidad) también fueron extirpados, pero han regresado al mar del Aral Norte después de su recuperación a partir de la década de 1990.

### Especies introducidas
Otras especies de peces tolerantes a la sal fueron introducidas intencional o inadvertidamente durante la década de 1960 cuando los proyectos de energía hidráulica y de riego redujeron el flujo de agua dulce, y por tanto aumentaron la salinidad. Estas incluyeron al arenque del báltico (Clupea harengus membras), al pejerrey mediterráneo (Atherina boyeri caspia), al pez pipa de rayas negras (Syngnatus abaster caspius), al gobio enano caucásico (Knipowitschia caucasica), al gobio mono (Neogobius fluviatilis), al gobio redondo (N. melanostomus), al gobio syrman (N. syrman), al gobio cabezón (Ponticola kessleri), al gobio tubenoso (Proterorchinus marmoratus), la carpa herbívora (Ctenopharyngodon idella), la carpa plateada (Hypophtalmichthys molitrix), la carpa cabezona (H. nobilis), la carpa negra (Mylopharyngodon piceus), y el pez cabeza de serpiente del norte (Channa argus warpachowski).
Los arenques, pejerreyes y gobios fueron los primeros peces planctívoros del lago, lo que provocó el colapso de la población de zooplancton del lago. Esto, a su vez, provocó el colapso de la población de arenques y pejerreyes, dos especies de las cuales ninguna se ha recuperado. Todas las demás especies introducidas, aparte de la carpa, el pez cabeza de serpiente, y probablemente el pez pipa, sobrevivieron a la desecación del lago y el aumento de la salinidad, y durante este período, se introdujo a la platija europea (Platichthys flesus) para reactivar el sector pesquero. Las especies extirpadas (aparte del pez pipa) regresaron al mar Aral Norte después de su recuperación. Los arenques, pejerreyes y gobios persistieron en el mar Aral Sur hasta que el incremento en la salinidad extirpó a todos menos a los gobios.

### Invertebrados
Antes de su disminución, el mar de Aral tenía cerca de 250 especies de invertebrados acuáticos nativos, la mayoría (cerca del 80%) eran especies de agua dulce; el resto eran invertebrados marinos vinculados con la fauna de la estepa póntica, y del Mediterráneo-Atlántico. Las especies dominantes (excepto los protozoos) eran rotíferos, cladóceros y copépodos. Los crustáceos más avanzados (Malacostraca) estaban representados por una sola especie de anfípodos, Dikerogammarus aralensis, endémicos de la cuenca del río Sir Daria. Había varios bivalvos nativos en el mar de Aral, incluidos miembros del género Dreissena (entre ellos una subespecie endémica de mejillón cebra, Dreissena polymorpha aralensis), Hypanis, y berberechos verdes (Cerastoderma glaucum, antes considerados especies distintas de Cerastoderma rhomboides y C. isthmica). Los gastrópodos nativos incluían al Theodoxus pallasi, un caracol de la familia Caspiohydrobia.
Muchos de estos invertebrados vieron reducidos drásticamente sus números debido a los peces introducidos. Después, durante un intento fallido por introducir lisas (Mugil sp.) al Aral desde el mar Caspio, fue introducido inadvertidamente el camarón de charco (Palaemon elegans). Se cree que este camarón fue el responsable de la extirpación del anfípodo casi endémico Dikerogammarus aralensis, que ahora solo vive en la cuenca del río Sir Daria. El copépodo Calanipeda aquaedulcis fue introducido al Aral para reemplazar a las especies de zooplancton reducidas por la población de arenque, aunque también con este intento fue introducido inadvertidamente el cangrejo norteamericano de lodo Rhithropanopeus harrisii.
Después, a medida que aumentó la salinidad del lago, muchas de las especies de agua dulce desaparecieron, dejando atrás solamente a las especies marinas y salinas. Sin embargo, la población de zooplancton en el mar Aral Norte se recuperó a medida que la salinidad disminuyó a partir de la década de 1990, y las especies de crustáceos y rotíferos extirpados regresaron naturalmente del río Sir Daria, a expensas de las especies de agua salada. También los cladóceros Moina mongolica, extirpados por las especies de peces introducidas, regresaron, así como el mejillón cebra. En contraste, en el mar Aral Sur solo existen unos pocos nematodos, rotíferos, y crustáceos branquiópodos Artemia parthenogenetica. Las perspectivas futuras de los invertebrados acuáticos del mar de Aral dependen de los cambios futuros en su salinidad.

## Usos humanos y navegación

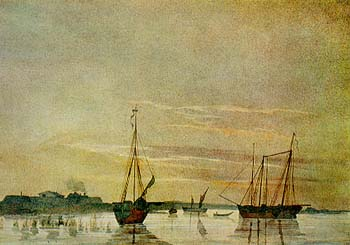
Primeros botes rusos en el mar de Aral. Dibujo de Tarás Shevchenko en 1848.

La presencia militar rusa en el mar de Aral comenzó en 1847 con la fundación de Raimsk, que pronto pasó a llamarse Aralsk, cerca de la desembocadura del Sir Daria. Después, la Marina Imperial Rusa empezó a desplegar sus buques en el mar. Debido a que la cuenca del Aral no está conectada a otros cuerpos de agua, los buques debieron ser desmontados en Oremburgo, junto al Ural, enviados por tierra a Aralsk (presumiblemente por una caravana de camellos), y luego reensamblados. Las dos primeras embarcaciones en ser botadas al lago fueron dos goletas de dos mástiles, llamadas Nikolai y Mikhail. La primera era un buque de guerra, y la segunda, un buque mercante para servir a los establecimientos pesqueros del lago. En 1848, ambas embarcaciones estudiaron la porción septentrional del lago y, en ese mismo año, fue ensamblado el Constantine, un buque de guerra. Comandado por Alekséi Butakov, el Constantine exploró por completo el mar de Aral en los dos años siguientes. El poeta y pintor ucraniano Tarás Shevchenko formó parte de la expedición, en la cual hizo varios dibujos de la costa del Aral.
Para la navegación en 1851, tres vapores suecos de nueva construcción llegaron en camello desde Oremburgo. Sin embargo, dado que las expediciones geológicas previas no habían logrado encontrar depósitos de carbón en la zona, Vasili Perovski ordenó "un abastecimiento tan grande como fuera posible" de saksaul, un arbusto del desierto similar a la gobernadora, que sería llevada a Aralsk y luego usada en los vapores. Desafortunadamente, esta madera no fue un combustible muy adecuado, y la flotilla finalmente fue abastecida con carbón de Donéts.

## Consecuencias de la irrigación artificial

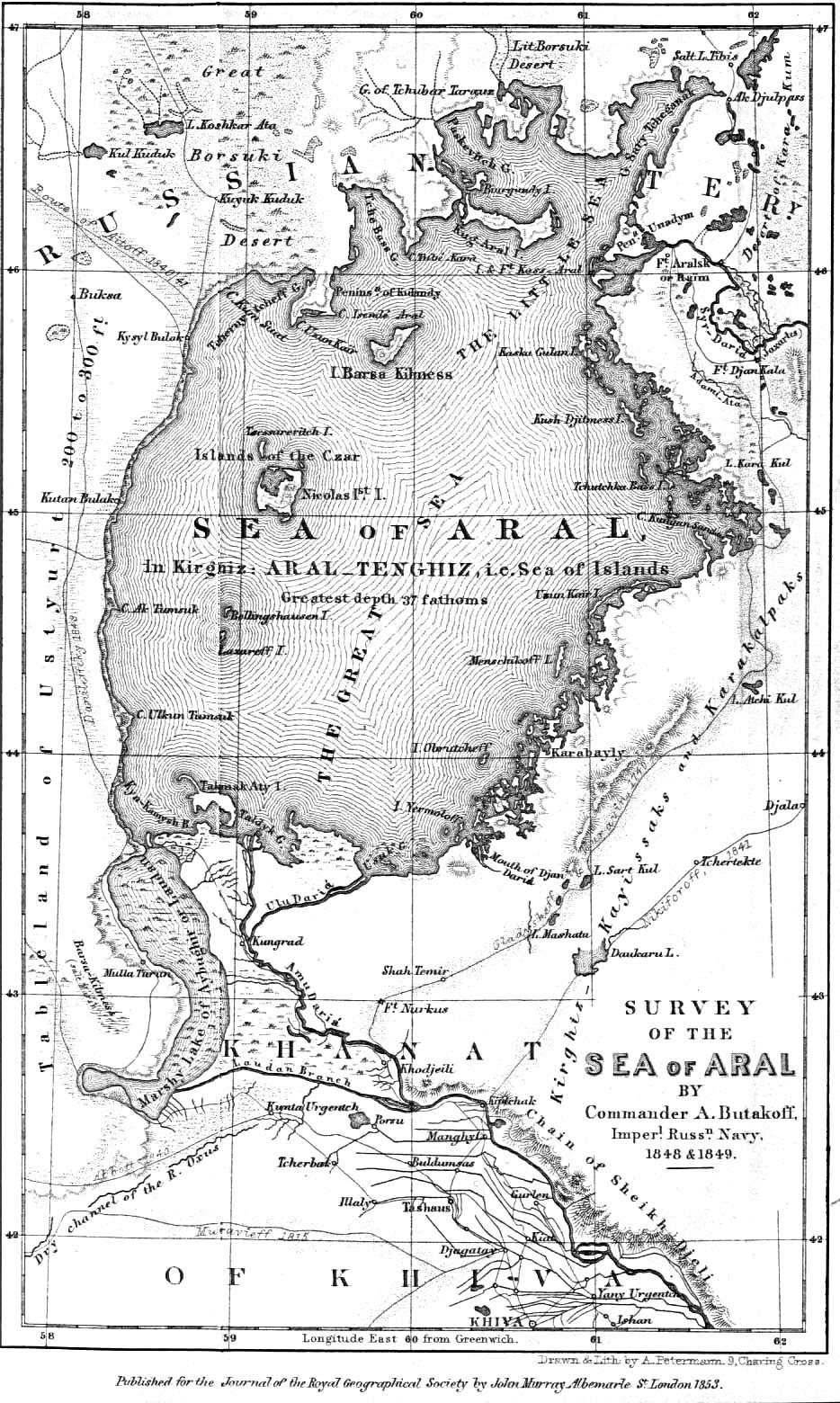
Mapa del mar de Aral de 1853.

En 1959, la Unión Soviética decidió desviar parte del agua de los dos grandes ríos de Asia Central, el Amu Daria en el sur y el Sir Daria en el noreste, para poder desarrollar cultivos de regadío en el desierto de Asia Central. De esta manera, el Asia Central soviética comenzó a producir arroz, melones, cereales y, muy en especial, algodón. La Unión Soviética pretendía convertirse en uno de los principales productores mundiales de algodón, y lo consiguió; en la actualidad, Uzbekistán es uno de los mayores productores exportadores de algodón en el mundo.
Los canales de irrigación comenzaron a construirse a gran escala en los años 1930. La calidad de la construcción de muchos de estos canales era ínfima, lo cual dejaba que parte del agua se filtrara o se evaporara. En el caso del canal de Karakum, el mayor de Asia Central, se desaprovechaba probablemente hasta un 70 % del agua. Aún hoy solo el 12 % de la longitud total de canales de irrigación de Uzbekistán está impermeabilizado.
Antes de 1960, se estima que ya se desviaban a la tierra entre 20 y 70 kilómetros cúbicos de agua. Así, la mayor parte del suministro de agua del mar de Aral se había desviado y en la década de 1960, el mar comenzó a menguar. Entre 1961 y 1970, el nivel del mar de Aral descendió a un ritmo medio de 20 cm al año. En los años 70, el ritmo de descenso del nivel casi se triplicó, hasta alcanzar entre 50 y 60 cm anuales. En los años 80, el nivel del mar se reducía una media de entre 80 y 90 cm cada año. Y a pesar de esto, el volumen de agua utilizada para la irrigación continuó en aumento. La cantidad de agua extraída de los ríos se duplicó entre 1960 y 1980. Mientras tanto, la producción de algodón casi se duplicó en el mismo periodo.
La progresiva desaparición del gran lago no sorprendía a los soviéticos. Ya lo habían esperado. Aparentemente, en la URSS se consideraba que el Aral era un «error de la naturaleza», y un ingeniero soviético habría dicho en 1968 que «es evidente para todo el mundo que la desaparición del mar de Aral es inevitable».

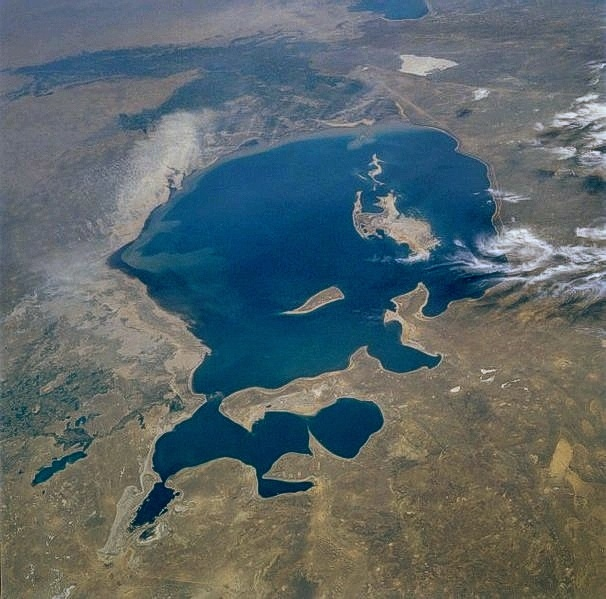
Mar de Aral desde el espacio (norte abajo), agosto de 1985.
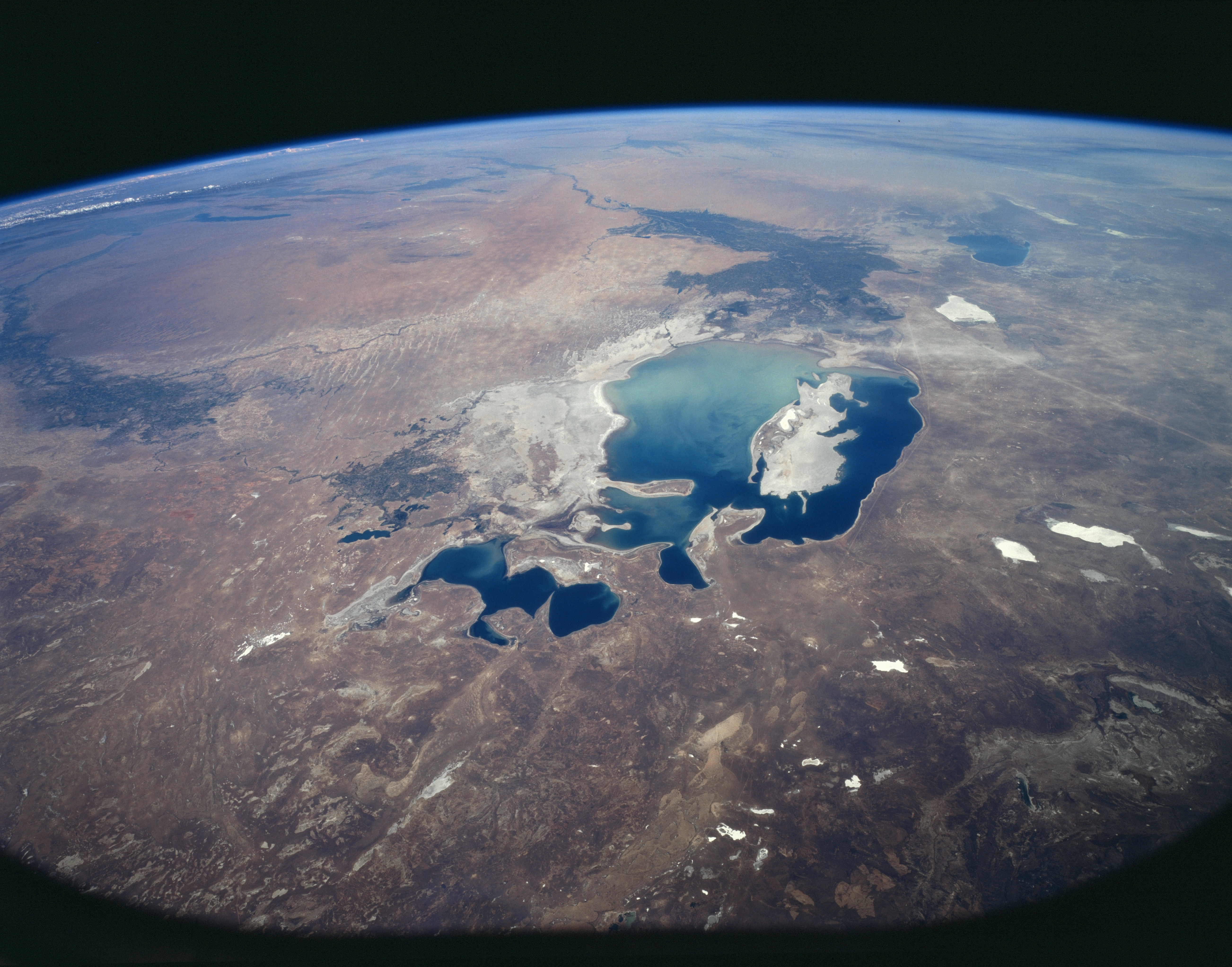
Mar de Aral desde el espacio (norte abajo), agosto de 1997.
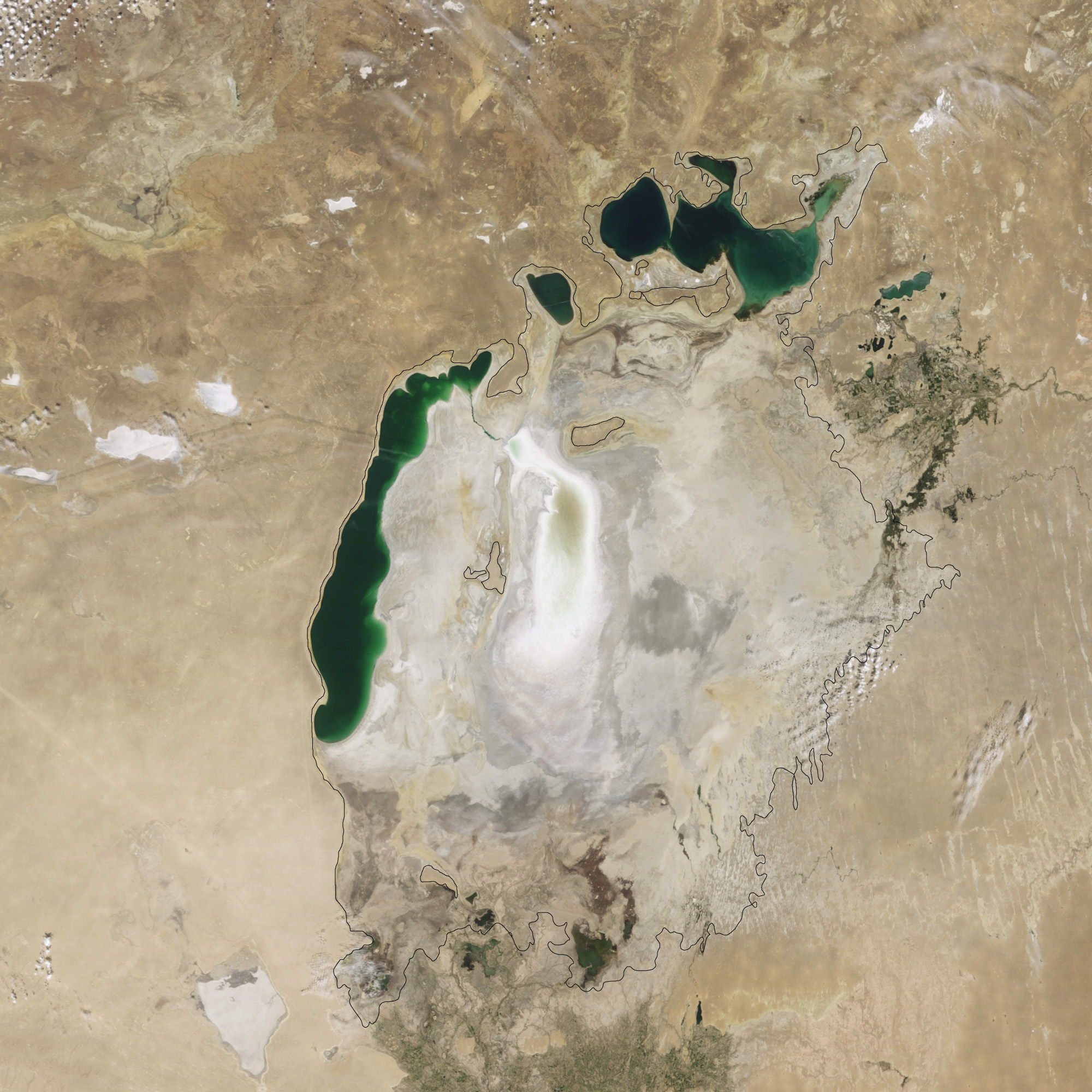
Mar de Aral desde el espacio (norte arriba), agosto de 2009.
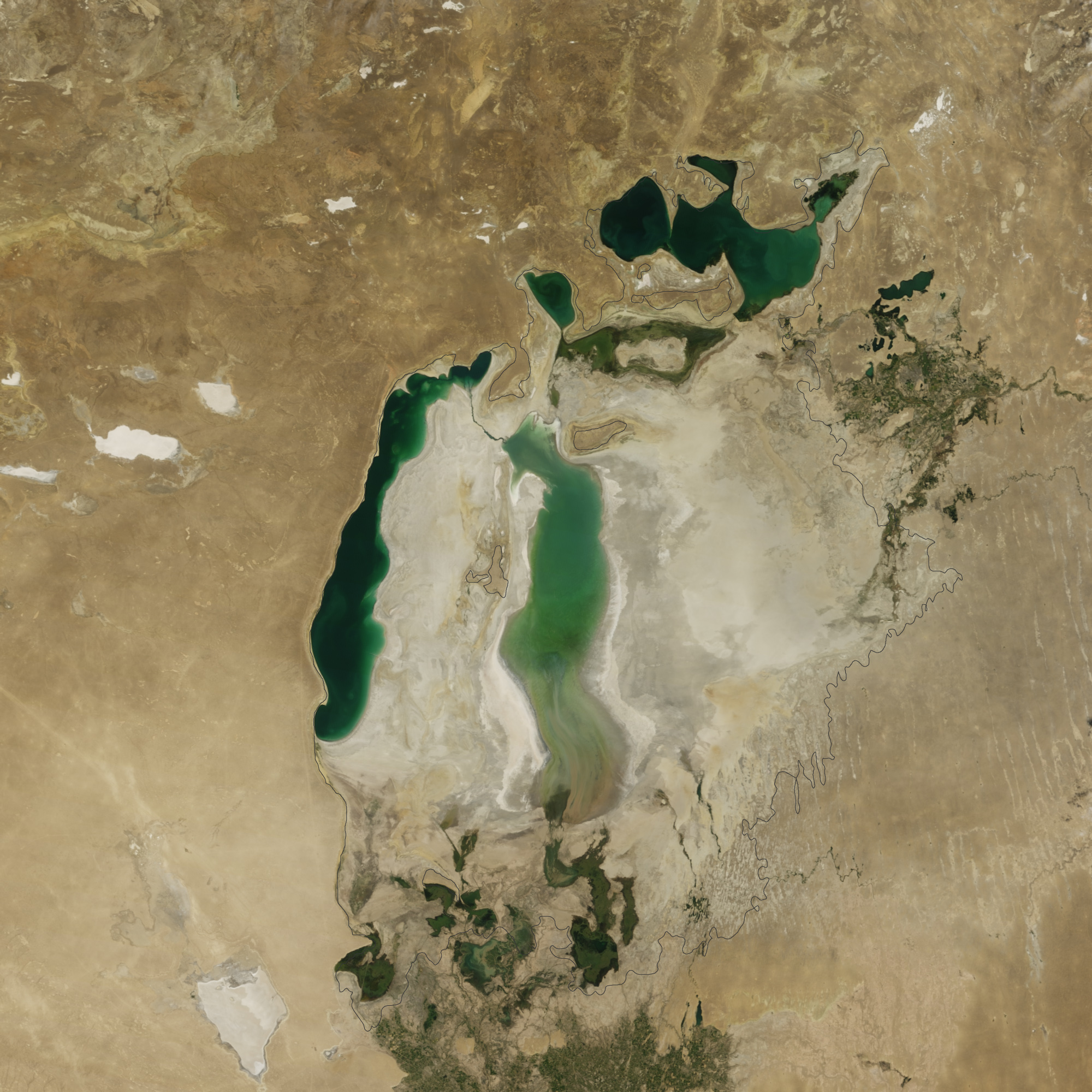
Mar de Aral en agosto de 2010, con parte de la cuenca oriental inundada por el fuerte deshielo.
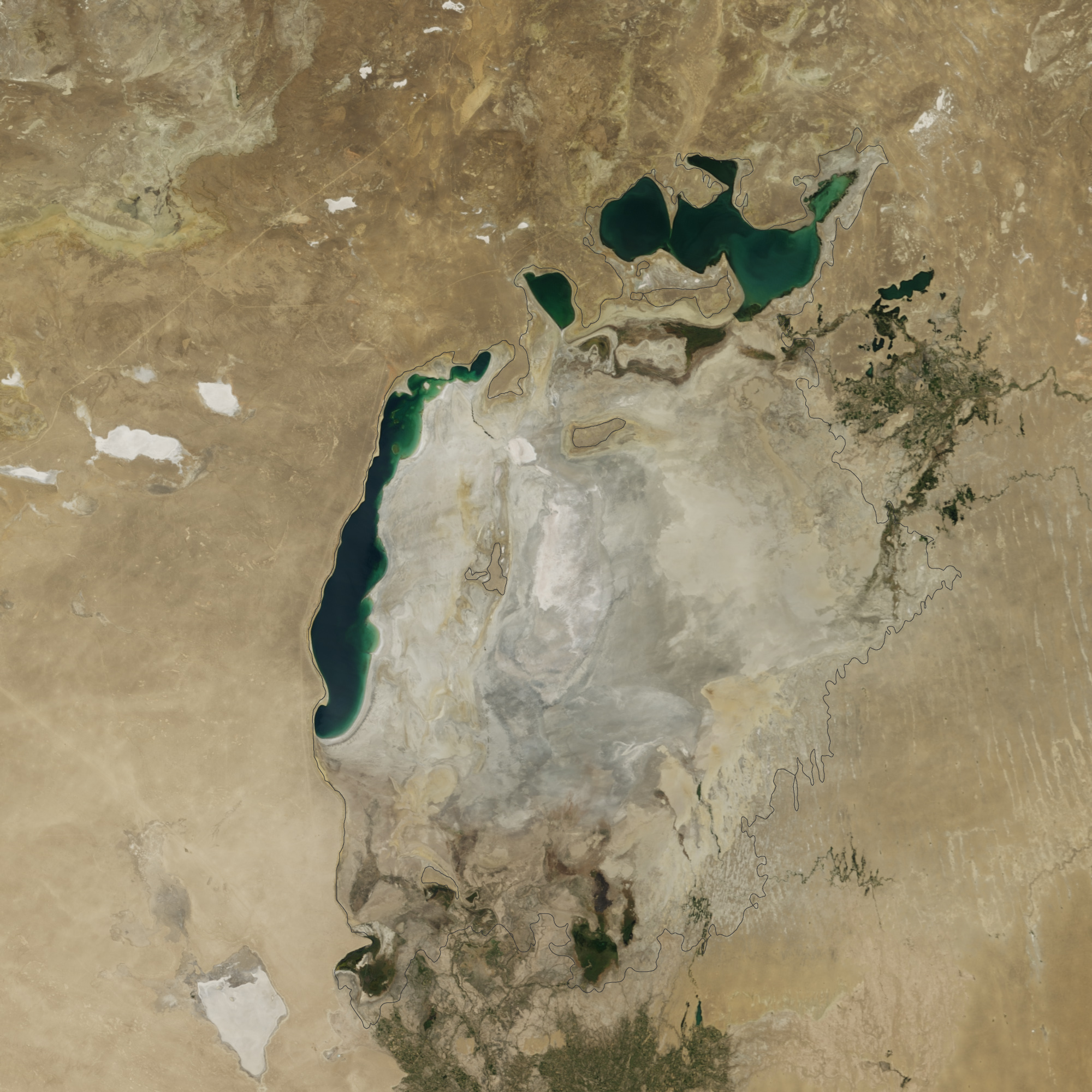
El Mar de Aral pierde completamente su lóbulo oriental en agosto de 2014.
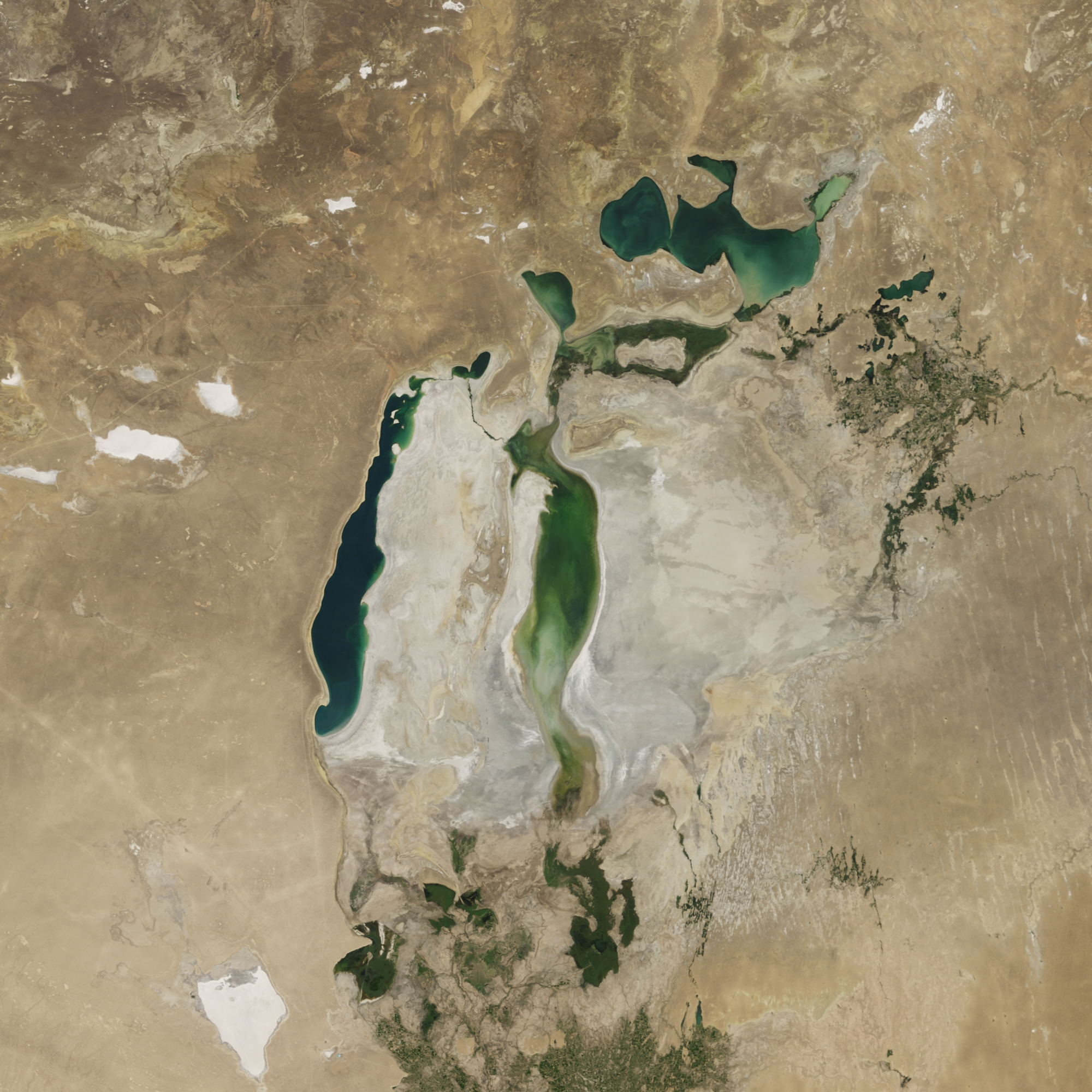
Mar de Aral desde el espacio, agosto de 2017. Parte de la cuenca oriental se volvió a inundar debido al fuerte deshielo en 2015.
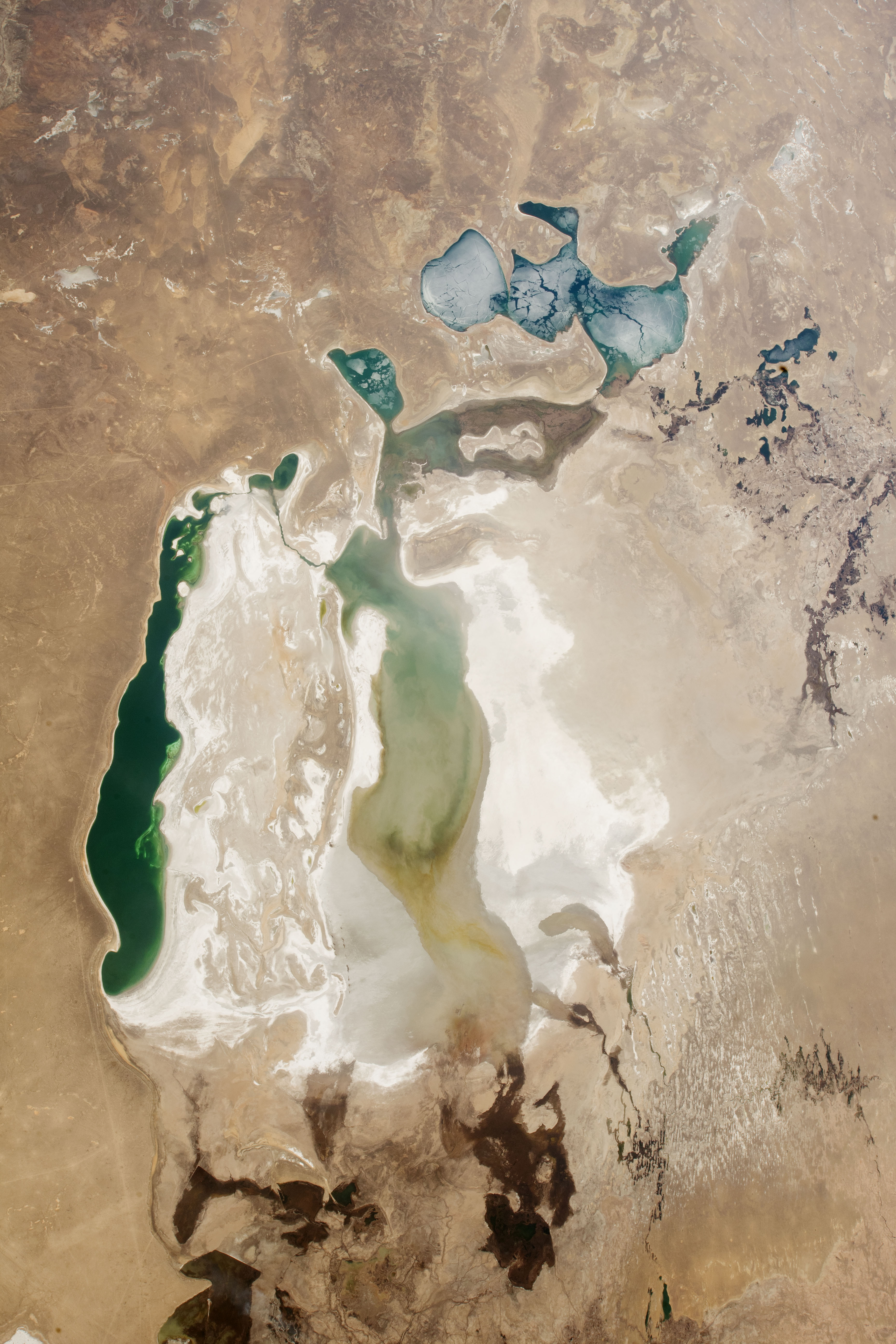
Abril de 2018.
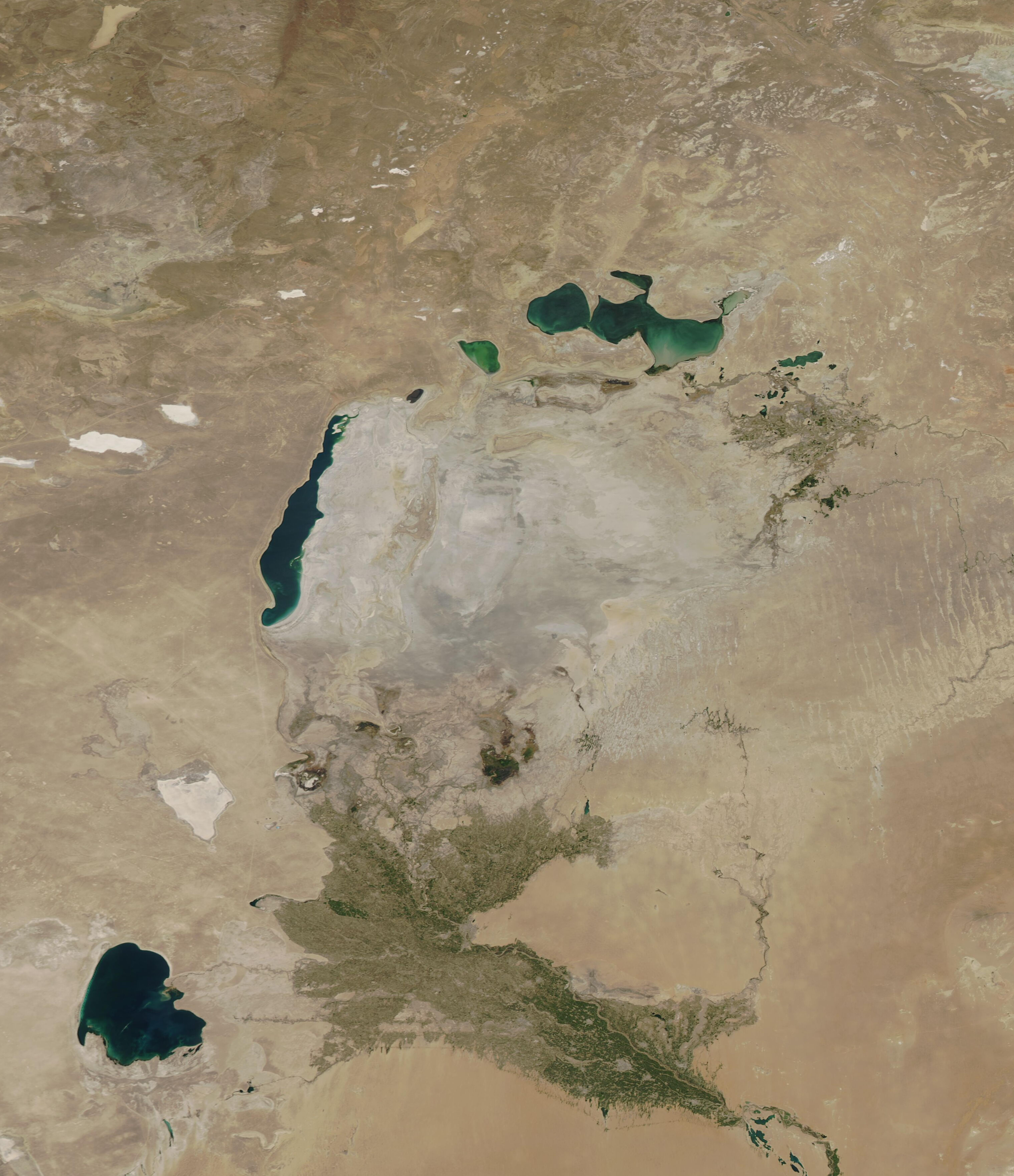
El mar de Aral volvió a perder por completo su lóbulo oriental en agosto de 2021.
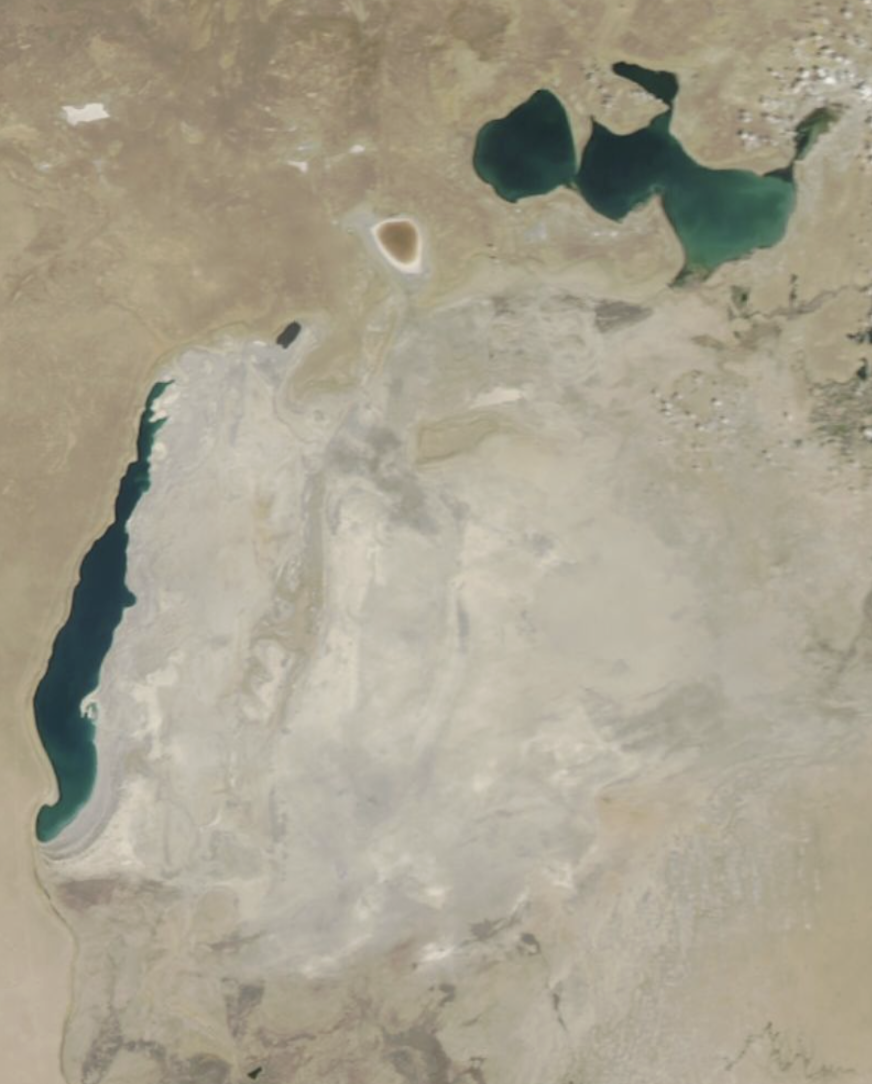
El mar de Aral en agosto de 2024.

### Situación actual

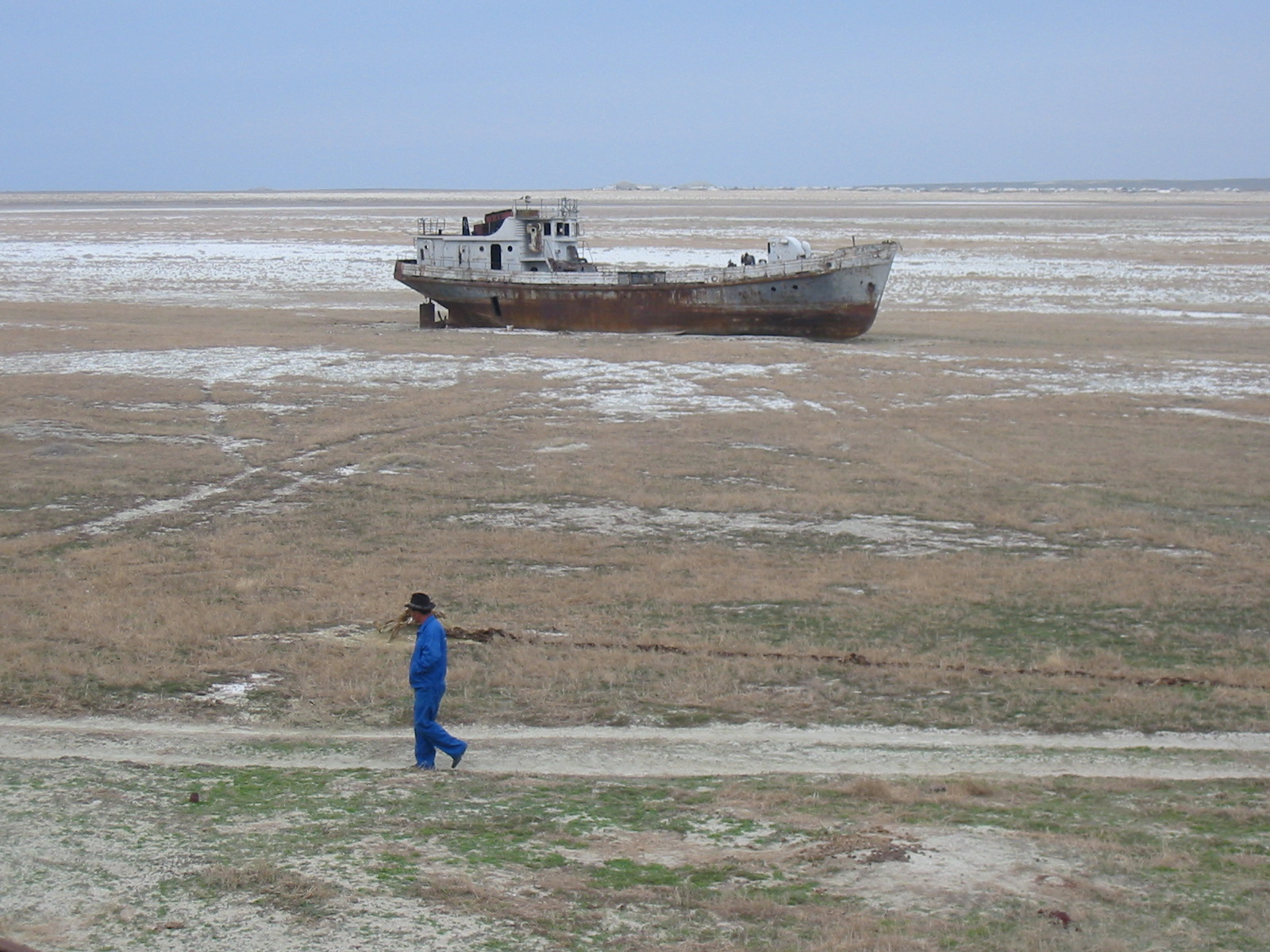
Barco abandonado cerca de Aralsk, Kazajistán.

La superficie del mar de Aral se ha reducido actualmente en un 60 %, y su volumen en casi un 80 %. En 1960, el mar de Aral era el cuarto mayor lago del mundo, con un área aproximada de 68 042 km², y un volumen de 1100 km³. En 1998, ya había descendido hasta 28 687 km², el octavo lago del mundo. Durante el mismo intervalo de tiempo, la salinidad del mar ha aumentado desde alrededor de 10 g/l hasta unos 45 g/l.
En 1987 la disminución progresiva del nivel de las aguas acabó dividiendo el lago en dos volúmenes de agua separados, el mar de Aral Norte y el mar de Aral Sur, este último dividido a su vez en la porción central y la porción occidental. Aunque se construyó un canal artificial para conectar la parte norte y la parte sur, la conexión se había perdido ya en 1999, debido al cada vez más acusado descenso de las aguas.
El ecosistema original del mar de Aral se considera actualmente colapsado (CO) según los criterios de la Lista Roja de Ecosistemas de la UICN.

### Mar de Aral Norte y expectativas de recuperación

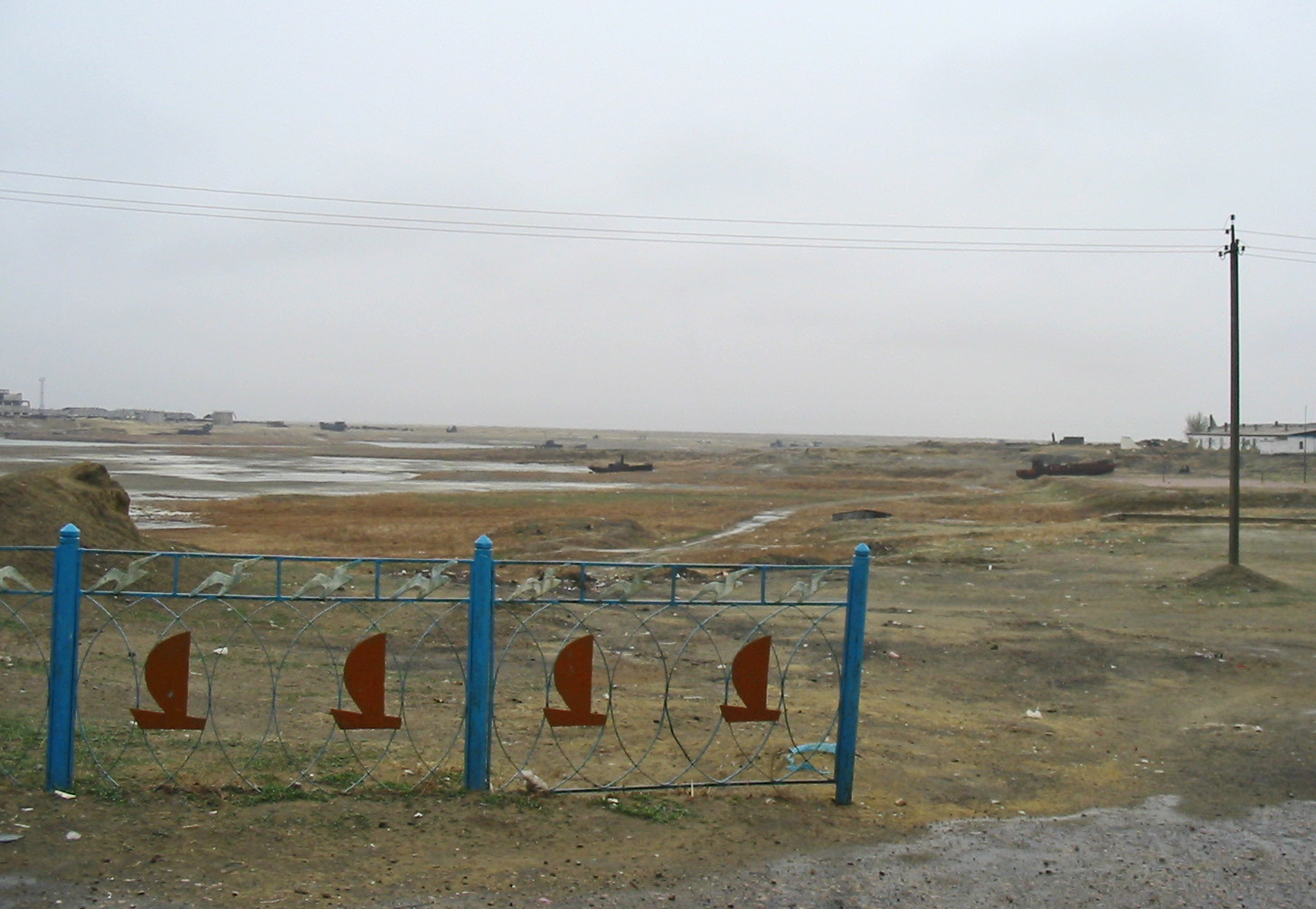
El antiguo puerto de la ciudad de Aralsk. El agua llegó a retroceder hasta a 100 km de distancia de esta ciudad, ahora está en torno a 20-25 km.

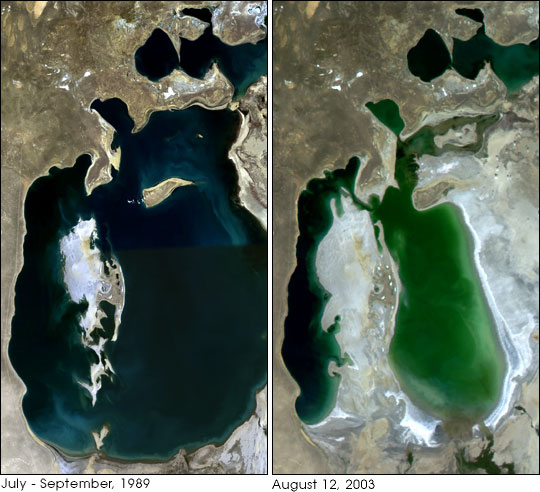
Comparación entre el estado del mar de Aral en 1989 y el 12 de agosto de 2003. (origen de la imagen: NASA)

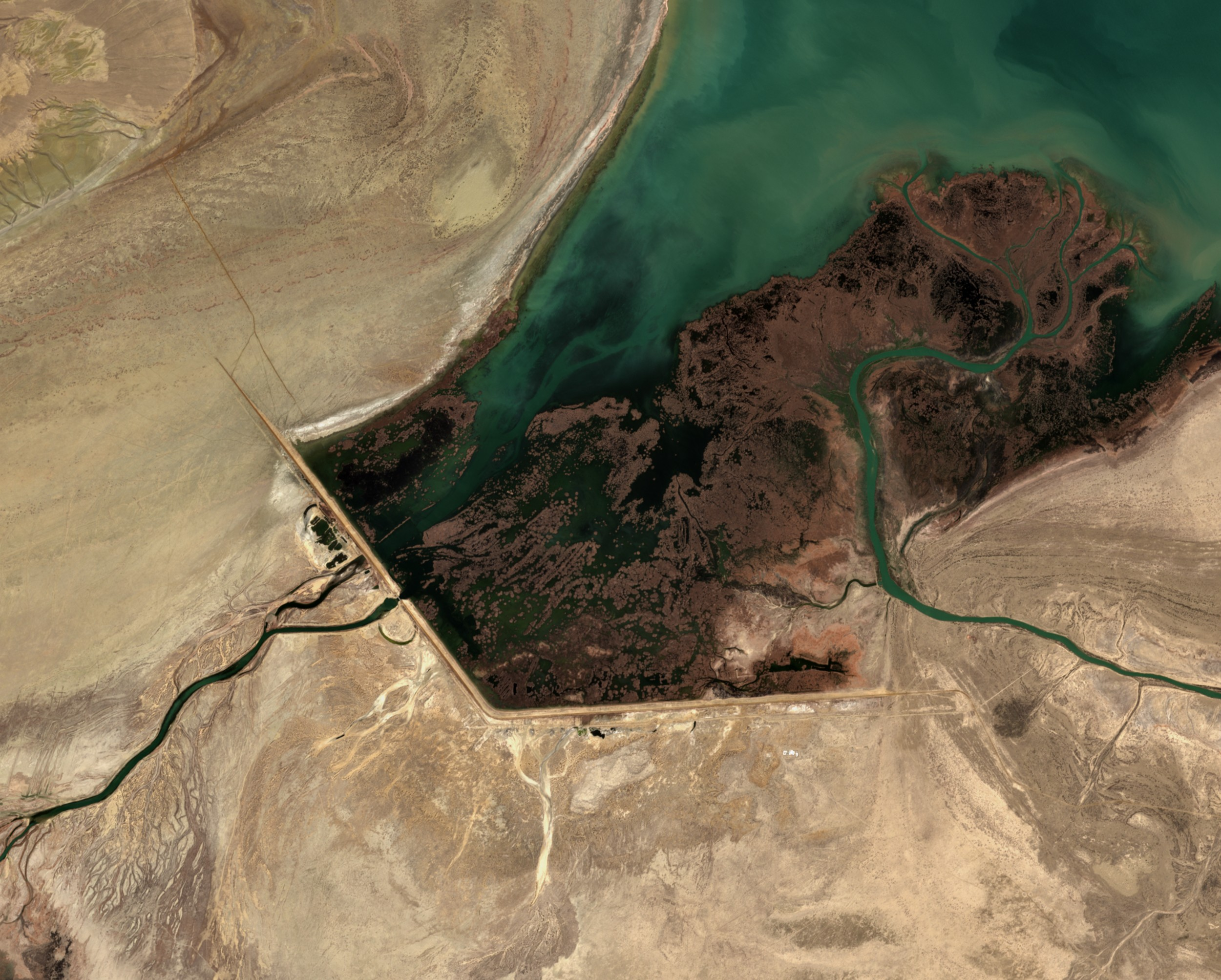
Dique Kokaral

Se llevaron a cabo trabajos para preservar el mar de Aral Norte, incluida la construcción de presas que garanticen la preservación de un flujo constante de agua dulce. En octubre de 2003, el gobierno de Kazajistán dio a conocer un plan para construir una presa de hormigón, el llamado dique Kokaral, para separar las dos partes del mar de Aral, de modo que se pueda elevar el nivel del agua en ese trozo del mar original y reducir los niveles de salinidad. El objetivo se logró en 2007.
Durante 2010 a 2012 se ha llevado una faraónica labor de recuperación del mar de Aral, además de la construcción del dique Kokaral antes mencionado, se están mejorando los sistemas de riego, e incluso se está planteando el trasvase de agua de algún río de Siberia.
En otoño del año 2015 la orilla del mar de Aral Norte se había acercado ya hasta 20 km de la ciudad de Aralsk, cuando hace una década estaba a 100 km. Entre 2005 y 2006, el dique propició que el nivel del agua subiera a un ritmo inesperado. Pero desde entonces la mejoría parece haberse estancado. Hoy, el Aral Norte cubre 800 km cuadrados más que hace 4 años. Para los científicos de la NASA, la velocidad de recuperación incluso supera las expectativas, aunque el dique eliminó la posibilidad de recuperar la parte sur, situada en Uzbekistán.
El gobierno kazajo y el Banco Mundial están intentando desarrollar una segunda fase de su proyecto, que podría dar al mar otro empujón hacia Aralsk. Esto implicará grandes inversiones para mejorar los sistemas de riego de la región, por los que se escapan cantidades enormes de agua actualmente. Pero el plan todavía no es una realidad. Pese a ello, los resultados ya están ahí: el mar ha vuelto, la pesca se ha recuperado significativamente, las plantas de procesamiento de pescado están trabajando y los productos se exportan a Europa.
Estos logros y la confianza en que el mar volverá han resucitado el sector pesquero. Hace un decenio, no había pescadores en Aralsk. Hoy, 600 hombres agrupados en cooperativas han vuelto a faenar y capturan unas 1000 toneladas de platija cada año. Detrás de este éxito, se encuentra la ONG local Aral Tenizy. Esta organización, en colaboración con científicos de la Sociedad Danesa para un Océano Vivo, ha orientado a los habitantes de la región de Aralsk que deseaban retomar las artes de pesca abandonadas durante años.
El 15 de junio de 2021, el Servicio Central de Comunicaciones de Kazajistán anunció que planea plantar árboles saxaul en un millón de hectáreas del fondo desecado del mar de Aral, como parte de los esfuerzos para detener las tormentas de polvo en la región.
En enero de 2025, la superficie del Mar de Aral Norte era de 3.065 kilómetros cuadrados. Esto representa 111 kilómetros cuadrados más que a principios de 2022. El aumento del volumen y la superficie del Mar de Aral Norte ha reducido la mineralización del agua y restaurado la población de 22 especies de peces. El volumen anual de pesca ha alcanzado las 8.000 toneladas

### Mar de Aral Sur

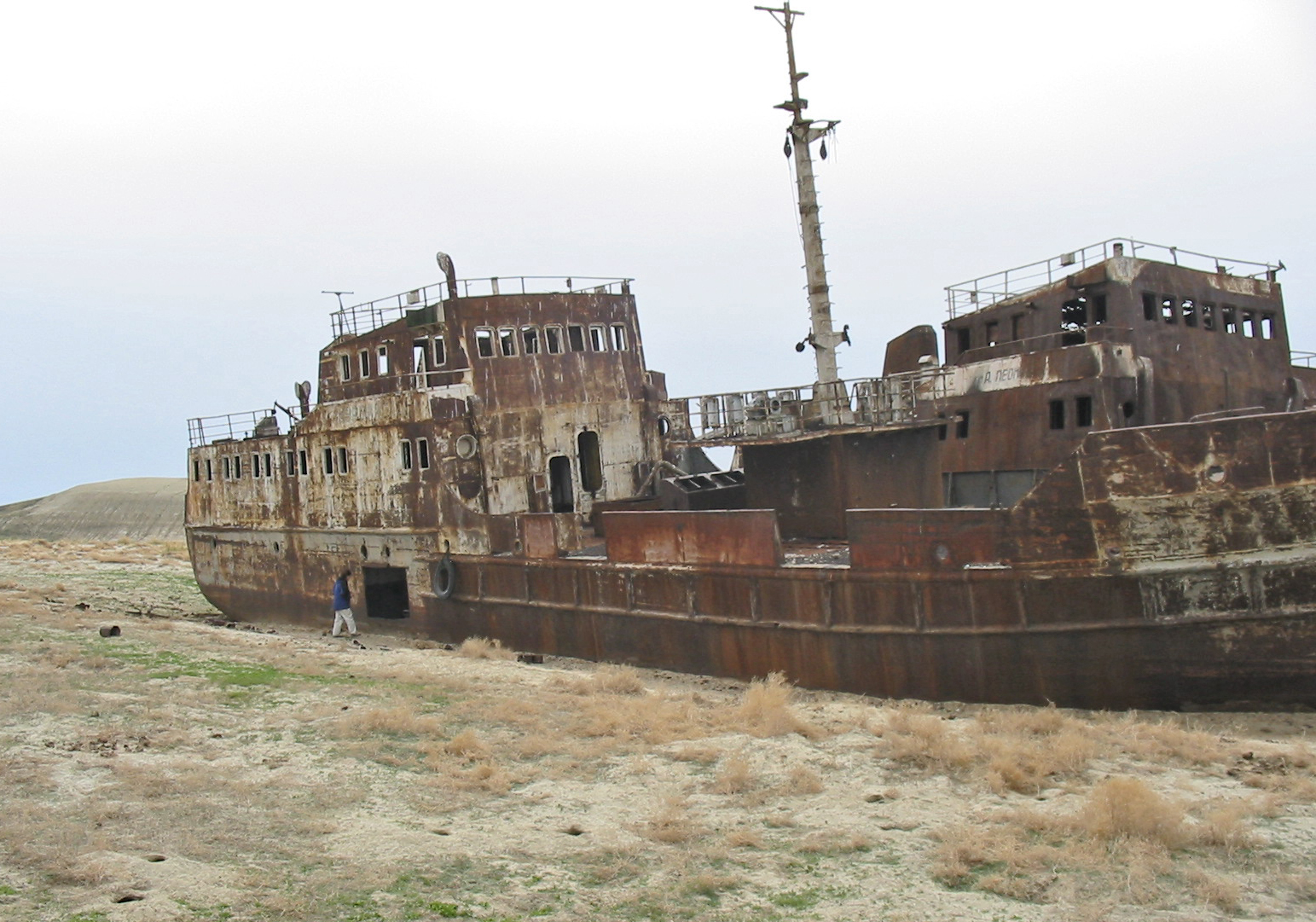
Barco abandonado.

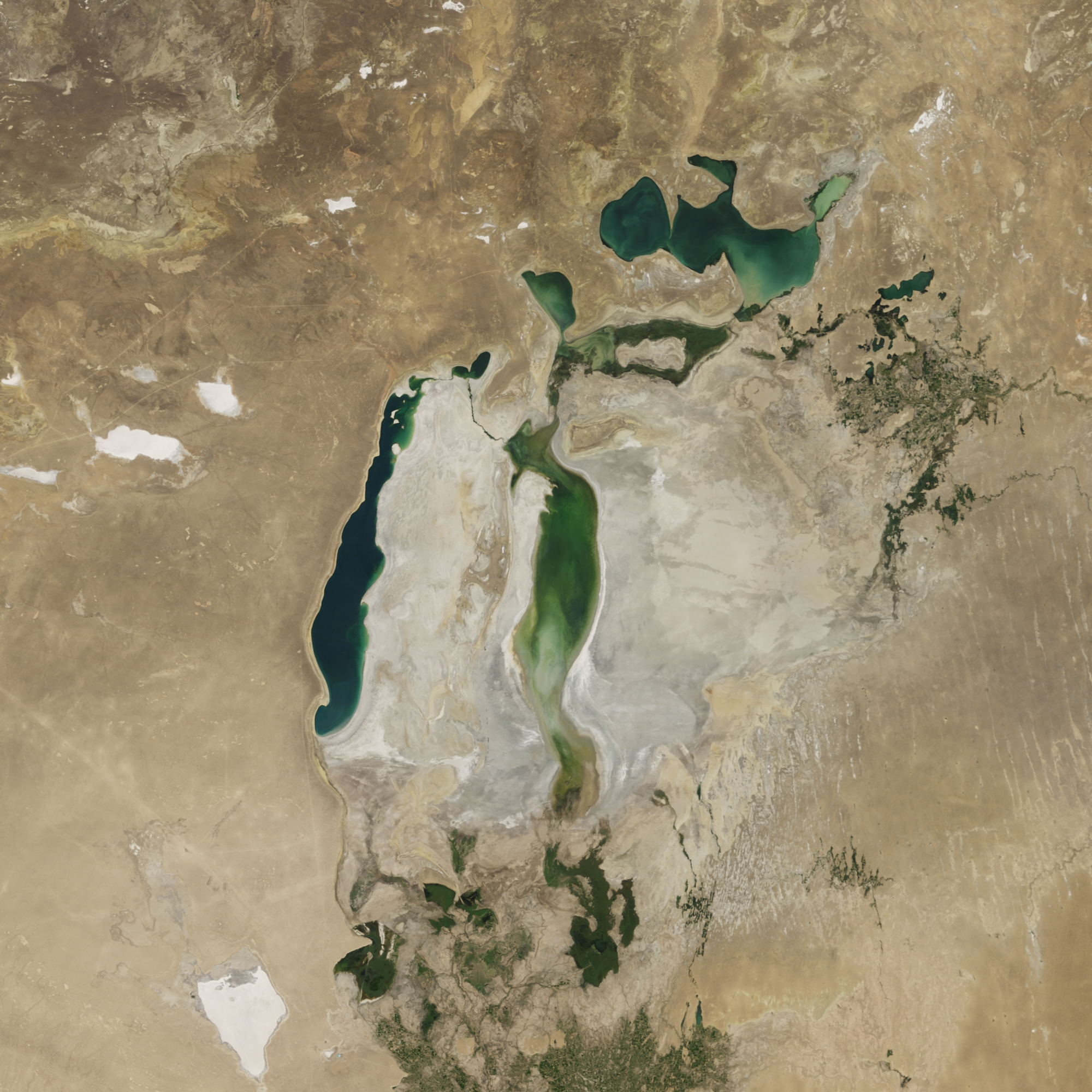
Lo que queda del mar de Aral en agosto de 2017. Se ha dividido en 2 mares; el Mar de Aral Norte, que se conserva, y el Mar de Aral Sur, abandonado y que puede que termine secándose totalmente.

Por razones económicas, el mar de Aral Sur ha sido abandonado a su suerte. En su agonía, está dejando enormes llanuras de sal, que producen tormentas de arena, que llegan a sitios lejanos como Pakistán y el Ártico, y que hacen los inviernos más fríos y los veranos más cálidos. Uno de los intentos de mitigar estos efectos consiste en la plantación de vegetación en el antiguo fondo del mar, ahora tierra firme.
En el verano de 2003, el mar de Aral Sur estaba desapareciendo más rápido de lo que se había previsto. La superficie está ahora a tan solo 30,5 metros sobre el nivel del mar (3,5 metros más baja de lo que se había previsto a principios de los años 90), y el agua tiene una salinidad 2,4 veces mayor que la del océano. En las partes más profundas del mar, las aguas más bajas tienen mayor concentración de sal que las superficiales, conformando dos tipos de agua que no se mezclan entre sí. Por esto, solo la parte superficial del mar se calienta en verano, y esta se evapora a mayor velocidad de lo que cabría esperar. Según estimaciones basadas en datos recientes, la parte occidental del mar de Aral Sur habrá desaparecido en 2011, mientras que la parte oriental podría mantenerse, de forma precaria, indefinidamente.
El ecosistema del mar de Aral y de los deltas de los ríos que confluyen en él está prácticamente destruido, en gran medida por la altísima salinidad. Además, la tierra en torno al mar está muy contaminada, y las personas que viven en la región sufren de escasez de agua dulce, unida a problemas de salud diversos. La contracción del mar ha dejado extensas llanuras cubiertas de sal y de productos tóxicos, que son arrastrados por el viento a las zonas habitadas. La población cercana al mar de Aral presenta una incidencia elevada de ciertas formas de cáncer y enfermedades pulmonares, entre otras patologías, posiblemente debidas a cambios en el ADN. Los cultivos tradicionales también están siendo destruidos por la sal que se deposita en la tierra. La ciudad de Moynaq, en Uzbekistán, tuvo en el pasado un puerto bullicioso y una industria pesquera que daba empleo a unas 60.000 personas. Actualmente, la ciudad dista muchos kilómetros de la nueva costa. Los barcos pesqueros se encuentran varados en tierra sobre las llanuras que una vez fueron fondo del mar. Muchos de esos barcos llevan más de 20 años abandonados. La única empresa pesquera que queda en la zona se encarga de importar pescado desde el océano Pacífico, a miles de kilómetros.
La tragedia de la costa del Aral fue narrada en la película Psy (Псы, "Perros"), de Dmitri Svetozarov (URSS, 1989). La película fue filmada en una de las ciudades fantasma de la costa, entre edificios y barcos abandonados.
Los cambios que ha sufrido esta zona en los últimos 14 años fueron documentados a través de imágenes satelitales de la NASA, que evidencian que el lago se ha ido secando y que las condiciones secas del 2014 causaron que el lóbulo oriental del mar de Aral Sur se secara por completo.
"La pérdida de agua hizo inviernos más fríos y veranos más cálidos y secos. El daño alcanzó su punto máximo este año, cuando el lóbulo oriental del mar de Aral Sur – que en realidad era el centro del lago original – se secó completamente", informa la NASA.
Además de ser considerado como uno de los peores desastres naturales, comunidades de la región que antes se dedicaban a la pesca y la agricultura ya no pueden ejercer esta actividad, elevando el desempleo y problemas económicos. También se advirtió que la población cercana al mar de Aral presenta una incidencia elevada de enfermedades pulmonares y otras patologías.
“A medida que el lago se secó, la pesca y las comunidades que dependen de ellos se derrumbaron. El agua cada vez más salada se contaminó con fertilizantes y pesticidas. El polvo que sopla desde el lecho del lago expuesto, contaminado con productos químicos agrícolas, se convirtió en un peligro para la salud pública”, registró la NASA.
Entre los años 2009 y 2014 se alternaron temporadas secas y húmedas. Los niveles de agua fluctuaron anualmente. Las condiciones secas en 2014 causaron que el lóbulo oriental del mar del sur se seque por completo por primera vez en los tiempos modernos.
En agosto de 2024, el lago Barsakelmes estaba casi completamente seco. Las imágenes satelitales de ese momento mostraban una superficie muy reducida (unos 150 km²) y una decoloración marrón, lo que indicaba que el agua era poco profunda y que el lago podría desaparecer por completo en los próximos años.

### Soluciones posibles

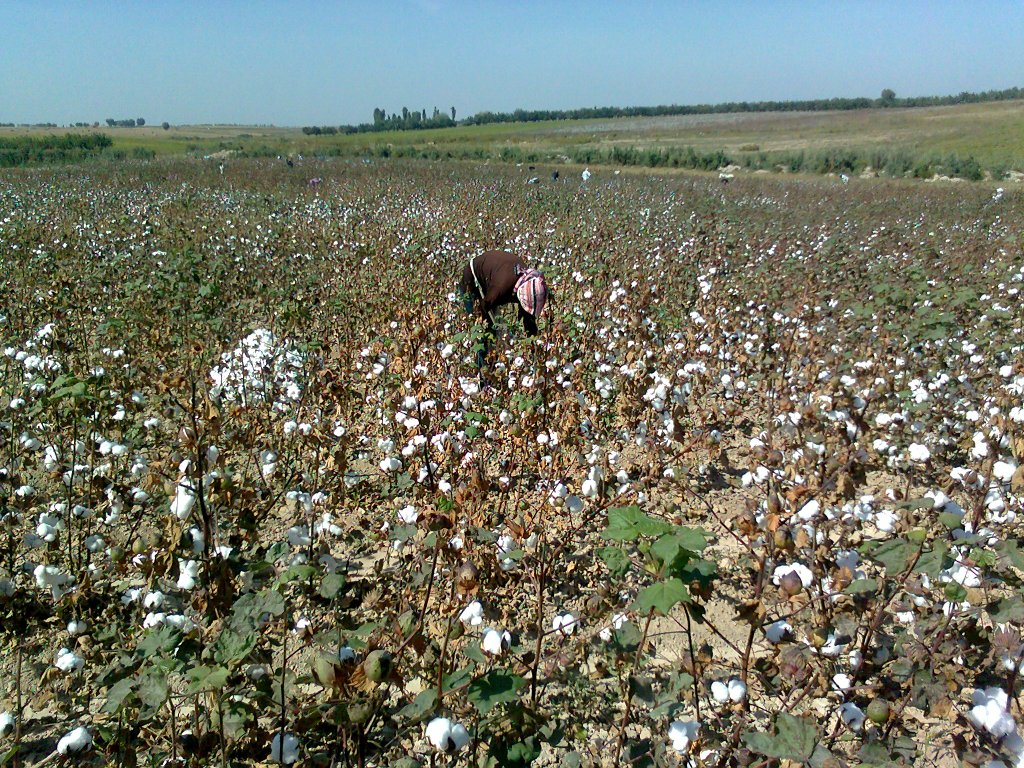
Recolección de algodón en Uzbekistán. El algodón es una de las plantas que consume más agua.

Se han propuesto diferentes soluciones a los problemas ocasionados por la pérdida de agua del mar de Aral, en diversos grados de viabilidad y coste económico. Entre estas se incluyen:
- Mejora de la calidad de los canales de irrigación.
- Instalación de plantas de desalinización.
- Imposición de tasas a los campesinos por el uso del agua de los ríos.
- Introducción de especies de algodón alternativas, cuyo cultivo requiera menor cantidad de agua.
- Buscar a voluntarios para labores de limpieza y recuperación.
- Trasvase de agua de los glaciares de Siberia para reemplazar el agua perdida en el Aral.[21][32]
- Utilización de menos productos químicos en el proceso del algodón.

En enero de 1994, los países de Kazajistán, Uzbekistán, Turkmenistán, Tayikistán y Kirguistán firmaron un acuerdo por el que se comprometían a destinar un 1% de sus presupuestos a contribuir a la recuperación del mar. Sin embargo, la cooperación entre estos países ha sido mínima.
Actualmente, la porción norte del mar de Aral se está recuperando, debido al dique Kokaral que el gobierno de Kazajistán construyó para impedir que las aguas fluyeran hacia el lado izquierdo del mar.
En agosto de 2008 se creó la primera ONG ecologista uzbeca, el Movimiento Ecologista de Uzbekistán, que pretende, entre otros objetivos, recuperar el mar de Aral.

### Instalaciones de armas biológicas en la isla de Vozrozhdeniya

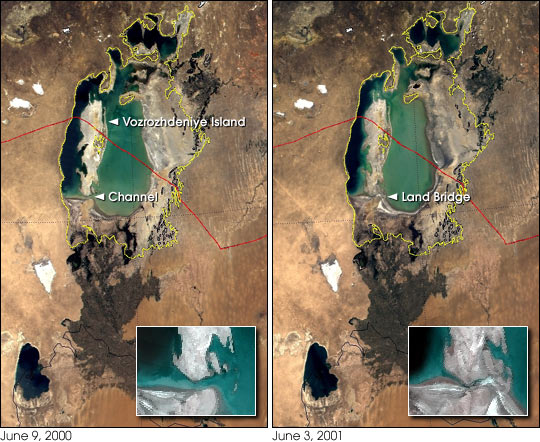
Mediados de 2001: Vozrozhdeniya ya no es una isla y se conecta con el continente

En 1948 se construyó un laboratorio soviético secreto de armas biológicas que formaba parte de las 18 instituciones de la agencia de guerra biológica Biopreparat en la isla situada en mitad del mar de Aral, en la isla Vozrozhdeniya (Renacimiento); que actualmente es una península, y es territorio en disputa entre Kazajistán y Uzbekistán. Los detalles concretos sobre la historia, las funciones y la situación actual de estas instalaciones no han sido revelados aún. La base fue abandonada en 1992 tras la desintegración del ejército soviético.
Diversas expediciones científicas demostraron que ese lugar se había utilizado para la producción, pruebas y también el desecho de armas biológicas. Estos fueron limpiados, gracias a un proyecto internacional conjunto para limpiar los vertederos, en particular los de carbunco.

## Desarrollo económico
El mar de Aral es en gran parte desconocido, pero posee un montón de promesas en términos de búsqueda de petróleo y gas. Existe riesgo, por supuesto, pero creemos en el éxito de este proyecto único.
Consorcio para la explotación del mar de Aral.

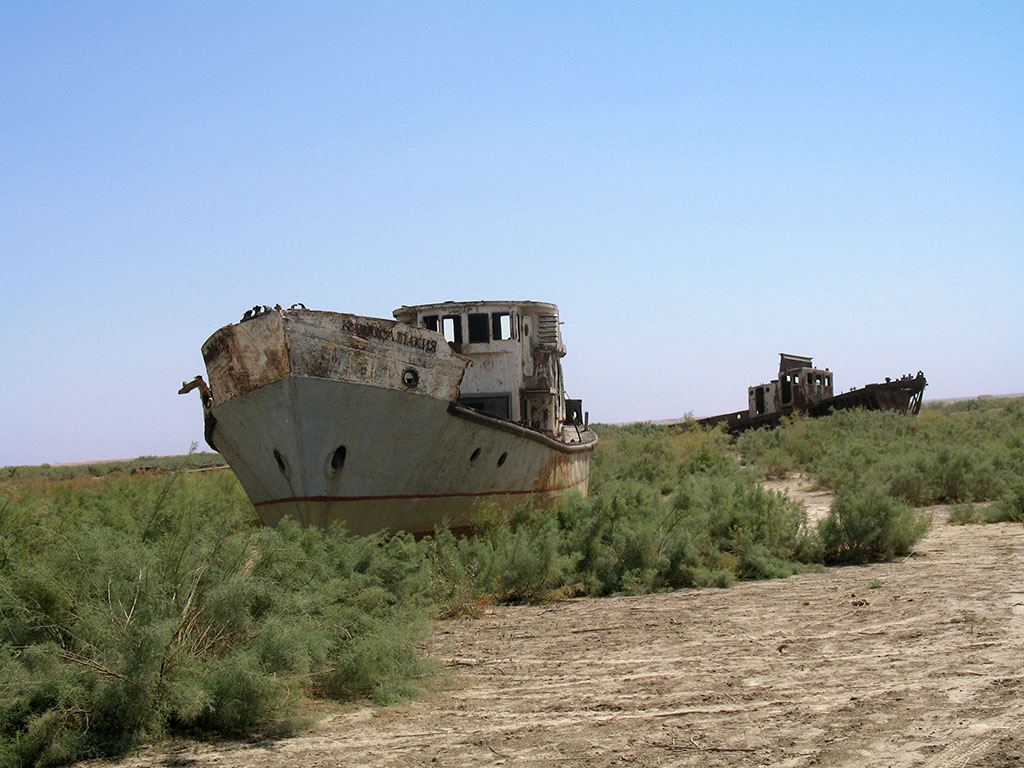
Barcos pesqueros varados en Mo'ynoq, en el Mar de Aral.

Ergas Shoismatov, vice primer ministro de Uzbekistán, anunció el 30 de agosto de 2006 que el gobierno de Uzbekistán, y un consorcio internacional compuesto por Uzbekneftegaz, LUKoil, Petronas, Korea National Oil Corporation y la Corporación Nacional de Petróleo de China firmaron un acuerdo de participación y producción para explorar y desarrollar yacimientos de gas y petróleo en el mar de Aral. El consorcio fue creado en septiembre de 2005.

### En español
- Desaparición del Mar de Aral. Archivado el 11 de julio de 2015 en Wayback Machine. Reportaje detallado paso a paso sobre la desaparición de este mar interior, uno de los mayores desastres ecológicos de la historia.
- Reportaje sobre el Mar de Aral elaborado tras viajar hasta Moynaq, en Uzbekistán
- Blog sobre el Mar de Aral. Noticias, videos, reportajes
- Isabel Coixet. «Aral, el mar perdido». Transcripción. Televisión Española. min. 25:06.
- Sobre el documental de Isabel Coixet: Aral. El mar perdido
- Artículo de la FAO sobre la desertización experimentada en el Mar de Aral Archivado el 10 de marzo de 2018 en Wayback Machine. en las últimas décadas.

### En otros idiomas
- Artículo del New York Times del 6 de abril de 2006 sobre la espectacular recuperación del mar de Aral (en inglés)
- El misterio de la isla Renacimiento (en ruso)
- Aralsea.net Archivado el 22 de septiembre de 2020 en Wayback Machine. (en inglés) - (en danés) - (en kazajo) - (en ruso)

### En YouTube
- Aral Sea – Kazakhstan. Foreign Correspondent. (en inglés)
- The Shrinking Aral Sea – Uzbekistan. (en inglés)

- Datos: Q35883
- Multimedia: Aral Sea / Q35883